# Christian Ferdinand Friedrich Hochstetter
Christian Ferdinand Friedrich Hochstetter (ur. 16 lutego 1787 w Stuttgarcie, zm. 20 lutego 1860 w Reutlingen) – niemiecki botanik, duchowny i profesor. Przedmiotem jego badań były glony, grzyby, paprotniki oraz rośliny nasienne. Działał głównie w Europie Środkowej (na obszarze dzisiejszych Niemiec, Austrii, Szwajcarii i Włoszech), na portugalskich wyspach Maderze i Azorach oraz w Afryce Wschodniej (w Etiopii). Odegrał ważną rolę w botanicznych pracach polowych jako dyrektor Unio itineraria – organizacji naukowej, która promowała gromadzenie i dystrybucję próbek roślin z różnych części świata. Opublikował liczne prace na temat historii naturalnej, teologii i edukacji. Był ojcem geologa Christiana Gottloba Ferdinanda von Hochstettera (1829–1884).

## Życiorys
W 1807 roku Christian Ferdinand Friedrich Hochstetter ukończył studia na Uniwersytecie w Tybindze. W 1808 roku został na krótko uwięziony za udział w nielegalnym planie utworzenia kolonii na Tahiti. Następnie pracował jako nauczyciel i prywatny korepetytor, zanim stał się proboszczem i inspektorem szkolnym w Brnie. W 1824 roku przeniósł się do Esslingen.
Główny wkład Christiana Hochstetter w botanikę był udział w założeniu organizacji Unio itineraria. Organizacja miała swoje początki w 1825 roku, kiedy to grupa botaników Esslingen zatrudniła młodego farmaceutę, Franza Fleischera, do zbierania roślin w Tyrolu. Uzyskanie 15 000 okazów roślin z tego przedsięwzięcia sprawiło, że Hochstetter i jego współpracownik Ernst Gottlieb von Steudel zebrali fundusze na dalsze wyprawy, początkowo pod hasłem „Württemburgischer naturhistorischer Reisvereins”, choć później utrwaliła się nazwa „Unio itineraria”. Okazy zebrane przez kolekcjonerów zostały oznaczone przez ekspertów i rozesłane do wielu zielników w Europie.
Hochstetter zbierał okazy roślin podczas wyprawy do Portugalii, na Maderę i Azory w 1838 roku. Praca Moritza Seuberta Flora Azorica z 1844 roku opiera się na kolekcjach dokonanych przez Hochstettera i jego najstarszego syna – Karla Christiana Friedricha Hochstettera (1818–1880).
Taksony, których jest autorem i które jako pierwszy opisał w sposób naukowy, są oznaczone skrótem Hochst.